# Peugeot 504
Peugeot 504 — среднеразмерный автомобиль французской компании Peugeot. Производство во Франции началось в сентябре 1968 года, с 1977 года автомобиль также собирали в Испании. В 1969 году Peugeot 504 был признан «Европейским автомобилем года». По лицензии Peugeot 504 выпускался в Аргентине в 1970—2000 гг. и в Нигерии (штат Кадуна) в 1975—2006 гг. Малыми партиями модель 504 собирали в Португалии, Уругвае, Кении (до 2001 г.) и Китае. Благодаря легендарной прочности на седанах и купе Peugeot 504 были одержаны победы в ряде африканских классических ралли (Сафари, Марокко, Бандам). Общий объём производства составил 3 млн 711 тыс. 556 автомобилей с кузовами седан, универсал и пикап, на той же платформе купе и созданный Pininfarina кабриолет, а также внедорожников фирмы Dangel.

## Обзор
Дизайн седана и универсала Peugeot 504, а несколько позже и купе с кабриолетом был разработан Pininfarina. Автомобиль базировался на оригинальной заднеприводной платформе, на базе которой в 1982-83 гг. небольшая французская фирма Dangel начала выпуск полноприводных внедорожников серии 504 4x4 Dangel с кузовами универсал и пикап. На базе пикапа кузовная фабрика Durisotti из Па-де-Кале изготавливала изотермические кузова, фургоны, а также автомобили для спецслужб.

## Изменения
- 1968 Дебют модели 504 планировался на июнь 1968 года, но был отложен до сентября в связи с событиями мая 1968 года. Седан 504 стал первой моделью Peugeot с полностью независимой подвеской всех колес.
- 1969 Первоначальная линейка модификаций семейства 504 в 1969 году включала версию 504 с карбюратором (налоговая категория 10 CV) - 1796 см³ (79 л. с.),  504 Injection (10 CV) - 1796 см³ (97 л. с.) и дебютировавшие в марте четырёхместное 504 Coupe Injection (CV 10) - 1796 см³ (97 л. с.) и четырёхместный 504 cabriolet Injection (CV 10) - 1796 см³ (97 л. с.).
- 1970 Передние ремни безопасности устанавливаются в качестве стандартного оборудования.
- 1971 В мае дебютирует универсал Break с удлиненной на 160 мм колесной базой и зависимой задней подвеской с жестким неразрезным ведущим мостом. Универсал также предлагают в 7-местной версии Familiale с трёхрядной планировкой салона и развозной версии Commerciale с утилитарными пассажирскими сиденьями. В сентябре линейка бензиновых моторов получает двигатели объёмом 1971 см³ (11 CV) в карбюраторной (93 л. с.) и инжекторной (96 л. с.) версиях. Инжекторную 2-литровую версию за доплату оснащают автоматической коробкой передач. Также в сентябре седан и универсал начинают оснащать дизельным двигателем Indenor XD-90 рабочим объёмом 2112 см³.
- 1972 Седан получает новую систему вентиляции с четырьмя дефлекторами на панели и стандартным наружным боковым зеркалом заднего вида.
- 1973 Базовая комплектация седана с карбюраторным (двухкамерным) 2-литровым мотором (96 л. с. по DIN) именуется 504 GL (дизельная — GLD), а топ-версия со 106-сильным (по DIN) 2-литровым мотором "KF 6" с инжекторной системой производства Kugelfischer — 504 TI. Обе версии оснащаются напольным рычагом переключения передач. В апреле дебютирует бюджетная версия 504 L с прежним 1,8-литровым мотором с однокамерным карбюратором (79 л. с. по DIN). Данная версия оснащается жестким задним мостом, комбинацией приборов от версии commerciale с ленточным спидометром и упрощенным бампером без пластиковых клыков.
- 1974 C апреля модельный ряд дополнительно включает версии 504 LD и 504 Commerciale с дизелем Indenor 504 M 20 объёмом 1 948 cm³ (56 л. с. по DIN).
- 1975 Механические усовершенствования, новое "толстое" четырёхспицевое рулевое колесо из пенополиуретана и шины на седанах GL и TI, потайные наружные ручки дверей и белые передние указатели поворота (устанавливались до 1980 года). Новые передние фары и задние фонари, на купе и кабриолете, а главное, новый двигатель V6 PRV 2664 cm³ с двумя карбюраторами взамен 4-цилиндровых версий.
- 1976 Топ-версия 504 TI получает электрические стеклоподъёмники передних дверей в стандартной комплектации.
- 1977 Седан в версии GLD, наиболее популярной у таксистов, получает новый дизель Indenor XD-2 объёмом 2304 cm³, 70 л. с. (по DIN). На GL и TI появляется новая решетка радиатора с двумя горизонтальными хромированными планками и новой матовой эмблемой "льва". Версия TI получает гидроусилитель руля.
- 1978 В сентябре на купе начинают устанавливать мощный 144-сильный (DIN) двигатель V6 с впрыском EFI Bosch и 5-ступенчатой коробкой передач. Возвращаются 4-цилиндровые (106 л. с.) версии купе и кабриолета, а кабриолет V6 удаляется из линейки. Дизель XD-2 (2,3 л) дополняет 2-литровый дизель на универсалах исполнения LD.
- 1979 Седаны 504 L и LD после модернизации называются 504 и 504 D. На них появилась новая приборная панель, напольный рычаг переключения передач, бамперы с клыками, новые колеса и дизель 2.1D (504 D). Купе V6 получает уширенные диски колес под низкопрофильные шины Michelin TRX.
- 1980 После появления нового седана модели 505 свернут выпуск 2-литровых бензиновых версий 504 GL и 504 TI. Переименование модификаций: седан GR взамен седана 504, универсал Break SR взамен Break 1.8, а Break GR взамен Break GL и Familiale 2.0, седан GRD взамен седана 504D, универсал DTH взамен Break 2.1D и Familiale 2.3D. Все седаны получают только жесткий задний мост. На купе и кабриолете появляются новые бамперы, а на в купе V6 ещё и литые диски колес. Дебютирует пикап 504 Pick-up c бензиновым двигателем объёмом 1618 cm³ и дизелем объёмом 1948 cm³.
- 1981 Дизель XD-90 устанавливается на универсал GRD (1981). Презентация полноприводных универсалов GR и Familiale в исполнении 4x4 Dangel.
- 1982 Дизель XD-90 получает седан 504 GRD/SRD. Купе и кабриолет получают фирменное исполнение Pinin Farina с новой приборной панелью с хромированной отделкой. Пикап 504 GR получает улучшенную комплектацию с часами и подлокотниками дверей, в 1984 году он лишится хрома, а в 1987 году пикап будет именоваться 504 Confort.
- 1983 На рынок выходит полноприводный 504 Pick-up 4X4 Dangel. Выпуск Седанов GR/GRD, универсалов, купе и кабриолета ещё остающихся в линейке, прекращается в июле 1983 года.
- 1988—1990 — 504 Pick-up Entrepreneur ("Подрядчик") оснащают дизелями 2.1D (1988) и 2.3D (1990).
- 1995—1996 — пикап с 2,3-литровым дизелем импортируют во Францию из Аргентины. Он получает оригинальные указатели поворота, передний объемный пластиковый бампер типа "Аргентина", шины увеличенной размерности, задний бампер и задние брызговики.
- Прекращение производства: в 2000 году в Аргентине и в начале 2006 года в Нигерии.

## Двигатели
Расположение двигателя продольное, трёхвальная коробка передач, карданный привод заднего моста.
Типы двигателей (по нарастанию рабочего объёма и мощности):
Двигатели бензиновые (карбюратор и впрыск):
- 1,6 л 62 л. с. (1979-1987) — только на Pick-up;
- 1,8 л 73/79 л. с. (1968-1994) — только на седане, Commerciale и Pick-up;
- 1,8 л 97 л. с. (1968-1970) (механический впрыск Kugelfischer — только на седане, купе и кабриолете;
- 2,0 л 93 или 96 л. с. (1970-1983) — только на седане и универсалах Break и Familiale;
- 2,0 л 103 или 106 л. с. (1970-1980) (механический впрыск FAG Kugelfischer) — только на седане, купе и кабриолете;
- 2,7 л V6 136 л. с. (1974-1977) — только на 504 Coupé V6 и 504 Cabriolet V6.
- 2,7 л V6 144 л. с. (1977-1983) (электронный впрыск Bosch) - только на Coupé V6.

Двигатели дизельные:
- 1,9 л 49 л. с. (1979-1987) — только на Pick-up;
- 1,9 л 50/56 л. с. (1970-1978) — только на седане LD и Commerciale;
- 2,1 л 59 л. с. (1987-1989) — только на Pick-up Entrepreneur;
- 2,1 л 65 л. с. (1970-1982) — только на седане и универсалах Break и Familiale;
- 2,3 л 70 л. с. (1977-1996) — только на седане и универсалах Break GRD, Familiale и Pick-up.

Некоторые двигатели также устанавливались на семействах LCV Peugeot J7 и J9.

## Спортивные достижения
- Ралли Сафари:
  - 1975: победа Peugeot 504 TI (Уве Андерссон - Герц).

- - 1978: победа Peugeot 504 Coupé V6 (Жан-Пьер Николя - Лефевр).

- Ралли Марокко:
  - 1975: победа Peugeot 504 TI (Ханну Миккола - Жан Тодт).
  - 1976: победа Peugeot 504 TI (Жан-Пьер Николя - Гамет).
- Ралли Бандама:
  - 1974: победа 504 TI (Тимо Мякинен - Лиддон).
  - 1975: победа Peugeot 504 TI (Бернард Констен - Флокон).
  - 1976: победа Peugeot 504 Coupé V6 (Тимо Мякинен - Лиддон).
  - 1978: победа Peugeot 504 Coupé V6 (Жан-Пьер Николя - Гамет).
- Ралли Лондон — Сидней
  - 1993: третье место (Майк Киркланд).

## Галерея
- Седан Peugeot 504 TI.
- Peugeot 504 Саbriolet первой серии 1969—1978.
- Peugeot 504 Cabriolet разработки ателье Pininfarina.
- Peugeot 504 Break GL образца 1978 года.
- Вид сзади развозного Peugeot 504 Break Commercial.
- Вид сзади седана Peugeot 504 GL в праворульной версии (для Великобритании и прочих левосторонних стран).
- Седан SEVEL-Peugeot 504 "Аргентина" с объемными пластиковыми бамперами.
- Peugeot 504 Pick-up китайского производства с двойной четырёхдверной кабиной.